# 本山音響
本山音響（もとやまおんきょう）は、日本の音響制作団体。主に美少女ゲームを中心に制作活動を行っている。カタカナでモトヤマオンキョウとも表記される。

## 概要
2003年頃から活動を開始している模様。ホームページでは「10年以上活動」と記載されている。美少女ゲームを中心としたBGM作曲、効果音制作、音声編集を行っている。特に「音声編集」では数多くのタイトルを担当している。このほかにも収録業務も行っている模様。近年ではEDGE RECORDSレーベルの「眠れないCDシリーズ」やLuv RecordsのドラマCD効果音制作を中心にドラマCDの制作業務も行っている。

## 作品

### ドラマCD
- 眠れないCDシリーズ
- バトラーズ ～鈴蘭屋敷の異邦人～
- ブラザーズ ～Always With Me!～
- ブレスレス・ハンター

### ゲーム
- Cross Days
- そしてこの宇宙にきらめく君の詩
- 花町物語

他多数制作タイトルあり。他のタイトルは外部リンクを参照